# Nu Cygni
Nu Cygni (58 Cygni) é uma estrela na direção da constelação de Cygnus. Possui uma ascensão reta de 20h 57m 10.41s e uma declinação de +41° 10′ 01.9″. Sua magnitude aparente é igual a 3.94. Considerando sua distância de 356 anos-luz em relação à Terra, sua magnitude absoluta é igual a −1.25. Pertence à classe espectral A1Vn.